# Familia Buiucliu
Familia Buiucliu este o familie de origine armeană stabilită în Moldova. Au fost cunoscuți în general ca negustori, mici nobili, avocați și ingineri.  
- Isaia (poreclit de turci Băiăclă, adică Mustăciosul, de unde numele de „Buiucliu”) este primul membru cunoscut al familiei. Originar din Ani, fosta capitală a Armeniei, a părăsit-o la sfârșitul secolului al XVI-lea, în timpul unei invazii persane, și s-a stabilit la Rusciuc.[1]
  - Hagi Manciuc Bogdan (Asfadur) (n. 1760 – d. 1828, Iași), descendent al lui Isaia Băiăclă, supus austriac stabilit la Iași, proprietar de fabrici de mătase în Rumelia. Unul din verii săi a fost Manuc bei.[1]
    - Măgărdici Buiucliu, comis, fiul lui Hagi Manciuc și fratele cu Iacob, a fost primul președinte al Comitetului de Efori ai comunității armenești din Moldova, la 1840.[1]Iacob (fotografie din 1874) și Maria Buiucliu (miniatură din 1851)

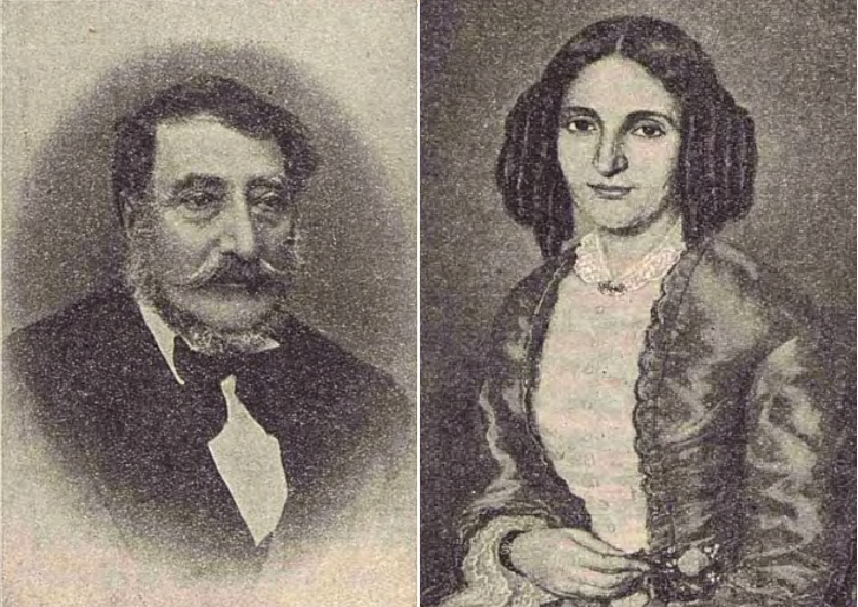
Iacob (fotografie din 1874) și Maria Buiucliu (miniatură din 1851)

    - Iacob Buiucliu (1809-1881), căminar, supus austriac, unul dintre fiii lui Hagi Manciuc. A fost căsătorit cu Maria Tossun.[1][2]
Maria Tossun (1817-1907, Iași), fiica negustorului Iacob Tossun din Iași. Soții Iacob și Maria Buiucliu au avut zece copii, șapte băieți și trei fete.[1][2]
      - Theodor Buiucliu (1837-1897), fiul lui Iacob și al Mariei Buiucliu, pictor peisagist, membru, din 1876, al Societății Junimea.[1][3]
      - Ioan Buiucliu (? – 1922, București), fiul lui Iacob și al Mariei Buiucliu, agronom, secretar al Inspecției generale a arestelor și penitenciarelor în timpul domniei lui Alexandru Ioan Cuza.[1]
      - Grigore Mithridate Buiucliu (15 decembrie 1840 – 13 decembrie 1912), jurist.[1][3]
      - Abgar Murzuc Buiucliu (10 decembrie 1849 – ?) avocat, membru, din 1877, al Societății Junimea.[1][3][4] Într-o schiță satirică publicată în 1893 de jurnalul liberal Evenimentul Abgar Buiucliu este creionat astfel:
Dacă ați crede poate că proprietarul acestui sonor nume e vreun străin, v-ați înșela. Abgar e cel mai român dintre toți românii. Ca atare e cel mai zelos apărător al neamului nostru: e antisemit, anti-neamț, anti-bulgar, anti... anti... tot ce voiți, în fine chiar și anti-armean.
După înfățișare însă ai jura că e răzeș din... Ararat. Cum a ajuns astăzi aici, prin ce împrejurare a devenit așa deodată român neaoș, e un mister pe care teoria migrațiunii popoarelor nu l-a rezolvit încă. Se știe numai că între străbunii săi nu a fost nici unul care să facă parte din nobila breaslă a mindirigiilor. Mulțumită acestei împrejurări fericite, e actualmente avocat și președinte al comitetului teatral local. Ca avocat, are totdeauna darul de a supăra pe președinte cu nervozitatea lui. Se spune chiar că o chemare la ordine din partea președintelui secției comerciale i-ar fi dat ocazia să-și manifeste credințele antisemite în fața tribunalului, contestând d-lui Maxim calitatea de român. La teatru s-a manifestat prin sfezi cu colegii săi, desigur mult mai competenți decât dânsul într-ale Thaliei. Aceasta însă nu-l împiedică de a spune tuturora că nimeni nu pricepe arta ca dânsul. Și într-adevăr...
Semne particulare: caută să fie plăcut sexului slab, dar... în zadar.
(Kix, „Abgar”, Evenimentul, nr. 70 din 28 aprilie 1893)[4]
      - Artaxerxes Buiucliu, inginer civil, a lucrat în Ministerul Lucrărilor Publice și a fost conductor cl. I în Corpul de Conductori și Ingineri civili.[1]
      - Vahan Buiucliu
      - Christe Buiucliu (? - ?), membru, din 1877, al Societății Junimea.[3]
      - Eliza Buiucliu ( ? - 1917, Iași).[1]
      - Maria Buiucliu ( ? - 1943, București), fiica cea mai mică a căminarului Iacob Buiucliu. Căsătorită cu Ștefan Buicli din Roman, a avut două fiice:
        - Maria (?-1973), căsătorită cu Andrei Popovici-Bâznoșanu,
        - Sofia (?-1950, București), căsătorită cu avocatul Luca Missir.[1]